# Descrição da Cidade de Viseu
Descrição da Cidade de Viseu (Opis miasta Viseu) – poemat epicki barokowego portugalskiego poety João de Pavia, opublikowany w 1638 roku. Poemat jest napisany oktawą i poprzedzony kilkoma sonetami.